# Воздвиженка (Половинский район)
Воздвиженка — деревня в Половинском районе Курганской области. Входит в состав Сухменского сельсовета.

## География
Расположена у озера Соленое.

## История
До 1917 года входила в состав Куреинской волости Курганского уезда Тобольской губернии. По данным на 1926 год состояла из 73 хозяйств. В административном отношении являлась центром Воздвиженского сельсовета Лопатинского района Курганского округа Уральской области.

## Население
| 1989 | 2002 | 2010 |
| ---- | ---- | ---- |
| 141  | ↗143 | ↘92  |

По данным переписи 1926 года в деревне проживало 438 человек (205 мужчин и 233 женщины), в том числе русские — 98 % населения.